# Kościół Mariacki w Wismarze

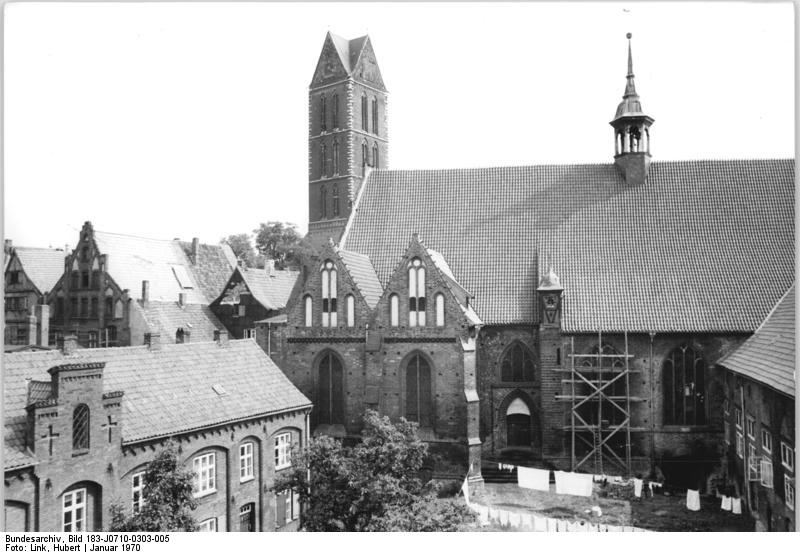
Kościół Mariacki przed wojną

Kościół Mariacki w Wismarze (niem Marienkirche lub Sankt Marienkirche (Wismar)) – jest jednym z trzech głównych kościołów parafialnych (niem. Hauptkirche) w Wismarze obok kościoła św. Mikołaja i kościoła św. Jerzego. Został wzniesiony jako kościół rady miejskiej Wismaru i należy do najstarszych budowli tego hanzeatyckiego miasta.
Obecnie istnieje tylko wieża kościelna. Korpus główny świątyni, ciężko uszkodzony w czasie drugiej wojny światowej, został w 1960 wyburzony poprzez wysadzenie go w powietrze. Zachowana ceglana wieża, mierząca 80 m jest obecnie najwyższą z wież kościelnych byłych głównych kościołów miasta.
Wieża kościoła Mariackiego stanowi część Starego Miasta w Wismarze, które w 2002 zostało wpisane na listę światowego dziedzictwa UNESCO.
Wierni należący niegdyś do parafii kościoła Mariackiego tworzą obecnie wspólną parafię z parafią kościoła św. Jerzego (niem. Ev.-Luth. Kirchgemeinde St. Marien/St. Georgen).

## Historia

### Do 1945
Kościół Mariacki w Wismarze został wzniesiony jako kościół halowy z wieżą zachodnią ok. 1260-1270. Łączna szerokość jego naw wynosiła 36 m a wysokość sklepień 16 m. Nic bliższego nie wiadomo nt. długości tego kościoła oraz kształtu jego prezbiterium. Z założenia zachowała się jedynie wieża zachodnia razem z bocznymi kaplicami.
Po rozbiórce prezbiterium kontynuowano budowę kościoła halowego; od wschodu wzniesiono prowizoryczną ścianę, zamykającą korpus. W latach 1320–1339 wzniesiono pod kierunkiem mistrza budowlanego Johanna Grote prezbiterium w typie bazyliki z obejściem i wieńcem kaplic.
Po 1339 kontynuowano prace wykończeniowe przy prezbiterium zakończone w 1353 konsekracją świątyni. W okresie późniejszym dawne założenie halowe zostało rozebrane a zachowany materiał budowlany posłużył do wybudowania nowej świątyni w typie bazyliki. Jako wzór architektoniczny posłużył tu kościół Mariacki w Lubece. W latach 1370–1375 ukończono budowę naw.
Przed 1388 pomiędzy przęsłami od strony północnej zbudowano kaplice boczne a przed 1390 zakrystię. Południowy przedsionek oraz przylegająca do niego od wschodu kaplica cechu rzeźników powstały przed 1414.
Ostatnim etapem budowy kościoła było  podwyższenie o trzy kondygnacje wieży zachodniej, wskutek czego osiągnęła ona wysokość 80 m.
Kaplica w przyziemiu wieży była w okresie średniowiecza wyposażona, utrzymywana i używana przez hanzeatycką korporację kupiecką.
W XV lub na początku XVI w. uległ zniszczeniu gotycki hełm wieży zachodniej. W jego miejsce wzniesiono sygnaturkę, ale i ta została zniszczona w 1539 przez uderzenie pioruna. Odbudowana, została ponownie zniszczona podczas burzy w 1661. W okresie późniejszym wieża otrzymała prowizoryczne zadaszenie, zachowane do dziś.
W XVIII w. częściowo zamurowano okna i portale kościoła. W latach 60. XIX w. nad nawą główną od strony wschodniej wybudowano sygnaturkę.
Istniejący pierwotnie przy kościele cmentarz został zlikwidowany w XIX w. wraz z kaplicami St. Marien zu den Weiden i Bantzkowschen Sühnekapelle.

### Po 1945

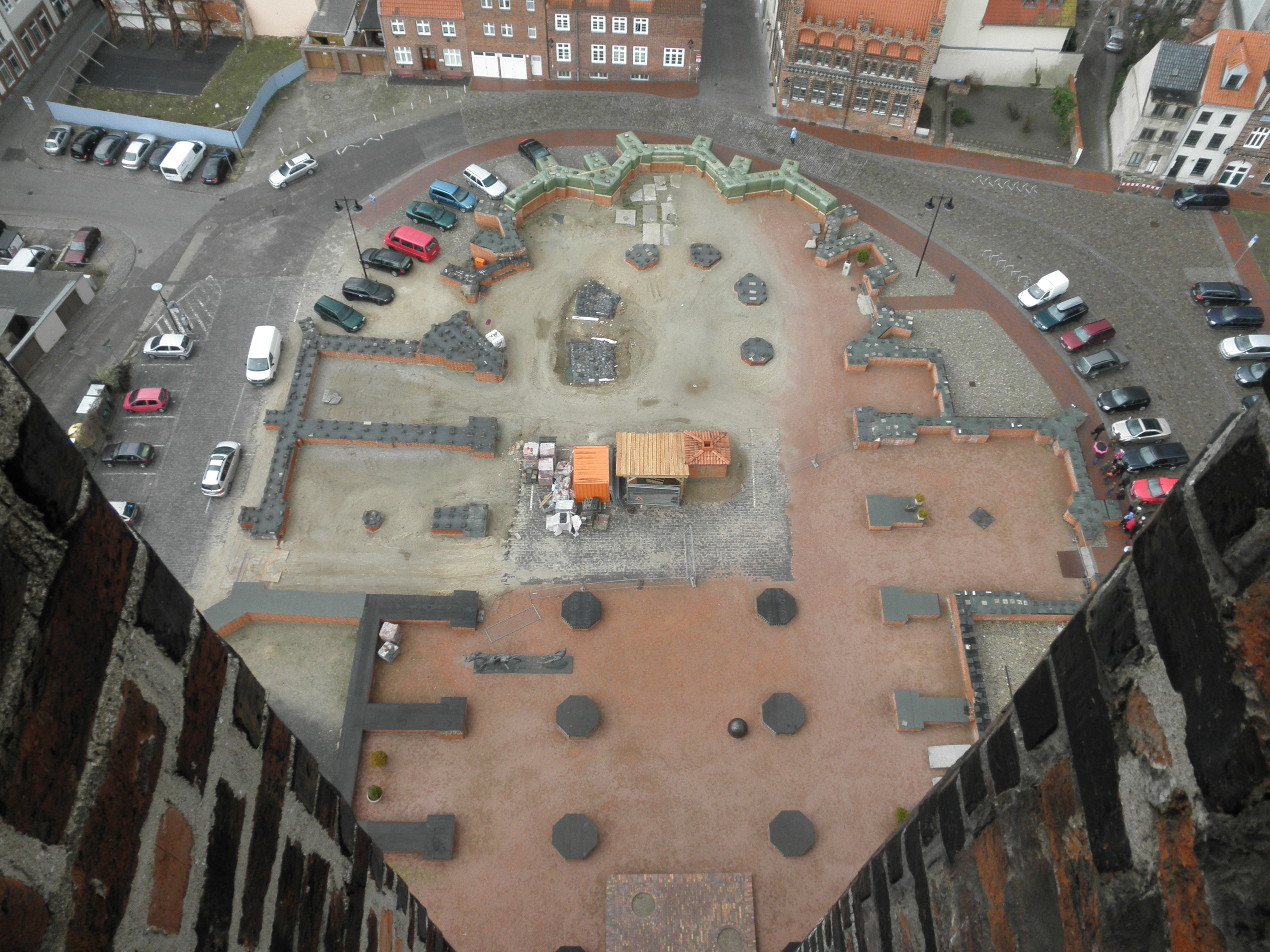
Zarys przyziemia dawnego kościoła Mariackiego (widok z wieży)

W kwietniu 1945 korpus kościoła został ciężko uszkodzony w wyniku brytyjskich bombardowań. W 1951 na potrzeby wiernych wzniesiono tymczasowy kościół według projektu Otto Bartninga; za budulec posłużyły ciosy kamienne ze starego domu parafialnego. Kościół był w zamierzeniu budowany jako prowizoryczny dopóki nie zostanie odbudowany kościół Mariacki.
Pomimo iż nie istniało bezpośrednie ryzyko zawalenia się uszkodzonej budowli, odgrodzonej od otoczenia, dokonano 6 sierpnia 1960 wyburzenia jej poprzez wysadzenie naw i prezbiterium, co wzbudziło protesty licznych środowisk kulturalnych i historycznych miasta. Pozostały po wyburzeniu materiał postanowiono wykorzystać jako kruszywo budowlane.
W latach następnych ze środków miasta, landu, federacji i fundacji Deutscher Stiftung Denkmalschutz oraz ze składek zaangażowanych w sprawę obywateli miasta istniejąca nadal wieża została zabezpieczona, zamknięta a następnie wyposażona w instalację, żeby mogła być wykorzystana w przyszłości do potrzeb wystawowych.
Parafie St. Marien i St. Georgen w Wismarze zorganizowały pod koniec 2009 wspólną wystawę "Gebrannte Größe – Bauten der Macht", poświęconą gotykowi ceglanemu oraz historii kościoła Mariackiego.

## Wyposażenie
Kościół Mariacki jako świątynia rady miejskiej został bogato wyposażony przez liczne darowizny. Na przestrzeni dziejów również uboższe warstwy wniosły swój wkład w jego wyposażenie; przykładem jest ambona z 1587, pochodząca z lubeckiego warsztatu snycerskiego Tönniesa Eversa Młodszego, od 1746 znajdująca się w kościele Mariackim w Neustadt-Glewe.
Pojedyncze elementy wyposażenia udało się uratować z zawieruchy wojennej. Przykładem jest krucyfiks triumfalny z 1420, który pod odrestaurowaniu w 1990 zdobi katedrę w Schwerinie. Inne elementy wyposażenia znalazły swe miejsce w kościele św. Mikołaja. Zniszczeniu podczas wojny uległ niestety zegar astronomiczny.